# 鄭麗莎
鄭麗莎（Lisa Cheng Lai Sa，1986年2月17日—），香港攀石運動員及電影演員，曾於2011年及2012年參加長洲搶包山比賽於女子組奪冠。

## 生平
鄭麗莎於深水埗李鄭屋邨長大，家有兩位兄長。她畢業於聖公會基愛小學以及天主教南華中學。鄭麗莎在16歲時是香港攀石代表隊成員。她在香港中學會考只取得3分的成績，而且中英數三個科目全部不及格。但因為她運動細胞特別強，促使她報讀毅進計劃運動管理學文憑，以為成為教練的事業鋪路。她之後再入報讀香港專業教育學院體育管理及訓練學高級文憑課程。鄭麗莎在2004年至2010年期間奪得香港速度攀登女子第一位排名（至2011年為止的紀錄為連續8屆香港女子速度攀登第一）。又連續6屆奪得香港健體小姐冠軍。此外，她分別於2006年與2008年取得運動攀登世界盃速度賽金牌以及東亞健身錦標賽冠軍。更於2010年成為世界健體小姐冠軍和世界健身小姐亞軍。

## 演藝事業
鄭麗莎曾在舞台劇《打轉教室》中演出。她自此修讀香港演藝學院戲劇藝術碩士兼讀制課程。鄭麗莎於2012年加入娛樂圈。於《神獸巴打》一片中飾演黑社會大家姐一角，當年電影公司沒有發行該片。電影最後改名刑警兄弟，並於2016年上映。2013年鄭麗莎接拍了一部名為《Lady Bloodfight》的荷里活動作電影，同年7月遠赴海南島開始拍攝。

### 參與電影
- 2009年：家有喜事2009
- 2010年：撕票風雲
- 2013年：衝鋒戰警 飾 女白領
- 2013年：Lady Bloodfight
- 2014年：點對點 飾 人事部經理
- 2015年：搏擊奇緣
- 2016年：刑警兄弟（原名為「神獸巴打」）飾 金狼
- 2018年：棟篤特工 飾 馮總之妻
- 2019年：入鐵籠 飾

### 參與節目
- 2009年：My Name Is 邦
- 2011年：今日VIP
- 2012年：三個女人一個墟
- 2015年：兄弟幫
- 2015年：網絡挑機

### 節目主持
- 2011年至2014年：i-Fit@tv （亞洲電視、與蔡錦豐）

## 家庭生活
鄭麗莎2013年9月與拍拖兩年的汪君傑結婚。2014年10月1日，她在廣華醫院誕下長子。到了2016年再宣布懷上三胞胎，在同年8月11日誕下三胞胎（一子兩女）。

## 外部連結
- 蜘蛛媽媽- 鄭麗莎LisaCheng的Facebook專頁
- 鄭麗莎的Instagram帳戶
- 鄭麗莎在香港影庫上的簡介